# Seznam medailistů na mistrovství světa – kladivo
Hod kladivem patří do programu mistrovství světa od prvního ročníku v roce 1983 v kategorii mužů, ženské kladivo mělo premiéru v roce 1999. 

## Rekordmani mistrovství světa v atletice

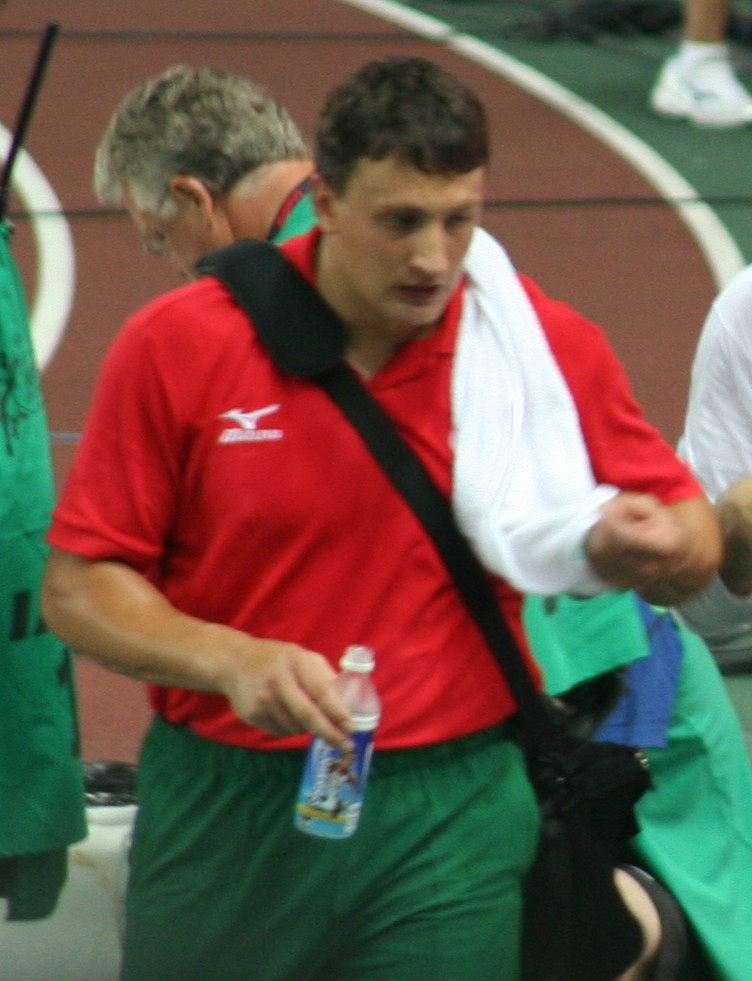
Muži -  Ivan Tichon
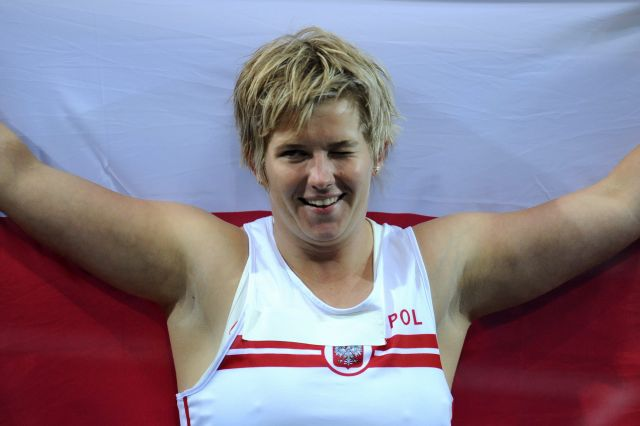
Ženy -  Anita Włodarczyková

### Muži
| Rok     | Místo     | Zlato              | Výkon vítěze | Stříbro           | Bronz                         |
| ------- | --------- | ------------------ | ------------ | ----------------- | ----------------------------- |
| MS 1983 | Helsinky  | Sergej Litvinov    | 82,68        | Jurij Sedych      | Zdzislaw Kwasny               |
| MS 1987 | Řím       | Sergej Litvinov    | 83,06        | Jüri Tamm         | Ralf Haber                    |
| MS 1991 | Tokio     | Jurij Sedych       | 81,70        | Igor Astapkovič   | Heinz Weis                    |
| MS 1993 | Stuttgart | Andrej Abduvalijev | 81,64        | Igor Astapkovič   | Tibor Gécsek                  |
| MS 1995 | Göteborg  | Andrej Abduvalijev | 81,56        | Igor Astapkovič   | Tibor Gécsek                  |
| MS 1997 | Athény    | Heinz Weis         | 81,78        | Andrej Skvaruk    | Vasilij Sidorenko             |
| MS 1999 | Sevilla   | Karsten Kobs       | 80,24        | Zsolt Németh      | Vladislav Piskunov            |
| MS 2001 | Edmonton  | Szymon Ziółkowski  | 83,38        | Kódži Murofuši    | Ilja Konovalov                |
| MS 2003 | Paříž     | Ivan Tichon        | 83,05        | Adrián Annus      | Kódži Murofuši                |
| MS 2005 | Helsinky  | Vadim Děvjatovskij | 82,60        | Szymon Ziółkowski | Markus Esser                  |
| MS 2007 | Ósaka     | Ivan Tichon        | 83,63 – RMS  | Primož Kozmus     | Libor Charfreitag             |
| MS 2009 | Berlín    | Primož Kozmus      | 80,84        | Szymon Ziółkowski | Alexej Zagornyj               |
| MS 2011 | Tegu      | Kódži Murofuši     | 81,24        | Krisztián Pars    | Primož Kozmus                 |
| MS 2013 | Moskva    | Paweł Fajdek       | 81,97        | Krisztián Pars    | Lukáš Melich                  |
| MS 2015 | Peking    | Paweł Fajdek       | 80,88        | Dilšod Nazarov    | Wojciech Nowicki              |
| MS 2017 | Londýn    | Paweł Fajdek       | 79,81        | Valerij Pronkin   | Wojciech Nowicki              |
| MS 2019 | Dauhá     | Paweł Fajdek       | 80,50        | Quentin Bigot     | Bence Halász Wojciech Nowicki |
| MS 2022 | Eugene    | Paweł Fajdek       | 81,98        | Wojciech Nowicki  | Eivind Henriksen              |
| MS 2023 | Budapešť  | Ethan Katzberg     | 81,25        | Wojciech Nowicki  | Bence Halász                  |

### Ženy
od roku 1999

| Rok     | Místo    | Zlato               | Výkon vítěze | Stříbro               | Bronz                  |
| ------- | -------- | ------------------- | ------------ | --------------------- | ---------------------- |
| MS 1999 | Sevilla  | Mihaela Melinteová  | 75,20        | Olga Kuzenkovová      | Lisa Misipeka          |
| MS 2001 | Edmonton | Yipsi Morenová      | 70,65        | Olga Kuzenkovová      | Bronwyn Eaglesová      |
| MS 2003 | Paříž    | Yipsi Morenová      | 73,33        | Olga Kuzenkovová      | Manuela Montebrunová   |
| MS 2005 | Helsinky | Yipsi Morenová      | 75,10        | Taťjana Lysenková     | Manuela Montebrunová   |
| MS 2007 | Ósaka    | Betty Heidlerová    | 74,76        | Yipsi Morenová        | Čang Wen-siou          |
| MS 2009 | Berlín   | Anita Włodarczyková | 77,98        | Betty Heidlerová      | Martina Hrašnová       |
| MS 2011 | Tegu     | Taťjana Lysenková   | 77,13        | Betty Heidlerová      | Čang Wen-siou          |
| MS 2013 | Moskva   | Anita Włodarczyková | 78,80        | Čang Wen-siou         | Wang Zheng             |
| MS 2015 | Peking   | Anita Włodarczyková | 80,85 – RMS  | Čang Wen-siou         | Alexandra Tavernierová |
| MS 2017 | Londýn   | Anita Włodarczyková | 77,90        | Wang Čeng             | Malwina Kopron         |
| MS 2019 | Dauhá    | DeAnna Priceová     | 77,54        | Joanna Fiodorow       | Wang Čeng              |
| MS 2022 | Eugene   | Brooke Andersenová  | 78,96        | Camryn Rogersová      | Janee' Kassanavoidová  |
| MS 2023 | Budapešť | Camryn Rogersová    | 77,22        | Janee' Kassanavoidová | DeAnna Priceová        |